# Phil Hayes
Phil Hayes (* 21. Juli 1966 in Littlehampton) ist ein britisch-schweizerischer Performance-Künstler, Schauspieler, Theaterregisseur und Musiker. Vom Januar 2008 bis im Februar 2009 war er als Peter Tate in der Sendung Giacobbo/Müller auf dem Schweizer Sender SF 1 zu sehen.

## Leben
Hayes, der seit 1998 in der Schweiz lebt, gilt als eine der prägenden Figuren der freien Schweizer Theater- und Performance-Szene. Er studierte in Newcastle upon Tyne Creative Arts. Von 1990 bis 1993 war er Mitglied der dortigen Bruvvers Theatre Company. Seit zehn Jahren realisiert er unter dem Namen First Cut Productions Performance- und Theater-Projekte, die in der Schweiz und auf internationalen Bühnen gezeigt werden. Auch arbeitet er mit der britischen Performance-Gruppe Forced Entertainment und der Choreografin Simone Aughterlony zusammen.
In seinem Solostück The First Cut (2007) rekonstruierte er sein Leben mittels Bildern und Videos. Sein Stück Where Were We handelt von einem Mann, der einen für seine Freundin wichtigen Tag vergisst. Darauf versucht er das Geschehene zu rekonstruieren. 
Mit seiner Rolle als „Peter Tate“ in der Sendung Giacobbo/Müller wurde Hayes bei einem grösseren Schweizer Publikum bekannt. Am Ende jeder Ausstrahlung fasste er das Geschehene auf Englisch mit typisch britischem Humor zusammen. Hayes versucht, sein übriges Künstlerleben von der Rolle als „Peter Tate“ zu trennen. Seine grösste Angst sei, in einem Raum voller Peter-Tate-Fans mit völlig falschen Erwartungen zu sein. Im Februar 2009 liess das Schweizer Fernsehen verkünden, dass „Peter Tate“ aufgrund einer Tournee mit eigenen Projekten vorerst nicht mehr in der Sendung mitwirken werde. An seine Stelle trat der deutsche Musiker Buddy Casino.
Phil ist aktuell auch mit seiner Band Phil Hayes & The Trees aktiv und hat seit 2015 zwei Alben auf dem Label DALA Produkte veröffentlicht. 

## Theater
- 1989 Discovery, Bradford Festival: Regie
- 2002 Bad Hotel – Der Schwarze Mann, Theaterhaus Gessnerallee Zürich: Konzept und Regie (mit Regina Wenig)
- 2003 Jerry J. Nixon – Gentleman of Rock’n’Roll, LP/CD Voodoo Rhythm
- 2004 Einbildung ist auch ’ne Bildung, Knarf Rellöm CD Zick Zack
- 2004 Mit Feldstecher und Kopfhörer, Performance für Rimini Protokoll, Hebbel am Ufer, Berlin: Konzept und Regie (mit Regina Wenig)
- 2004 Japanese Cowboys. Ein Tanzabend
- 2005 Waiting For Rod: Konzept, Realisation und Regie (mit Simone Aughterlony)
- 2006 Houdini Die Rock’n’Roll-Show Der Letzten Befreiung
- 2007 The First Cut: Konzept, Text und Spiel
- 2008 Where Were We: Konzept und Spiel
- 2008 The Best and the Worst of Us (mit Simone Aughterlony)
- 2009 Five People: Spiel (Konzept von Dirk Pauwels)
- 2009 Mechanische Tiere, Stadttheater Bern: Regie (Stück von Rebekka Kricheldorf)
- 2010 Bahnhof Wiedikon: Konzept
- 2010 The Thrill of It All: Spiel (Konzept von Forced Entertainment)
- 2011 Awkward Human: Spiel
- 2013 Legends & Rumours
- 2014 Love & Happiness
- 2016 Places of Interest / Sehenswürdigkeiten
- 2016 These Are My Principles... (Konzept, Regie und Spiel)

## Auszeichnungen
- 2013 Werkstipendium der Stadt Zürich für sein bisheriges Schaffen